# Eduardo Esteban Basigalup
Eduardo Esteban Basigalup (Mar del Plata, Buenos Aires; 17 de abril de 1957) es un ex-futbolista argentino. Se desempeñaba como arquero y su último equipo fue Club Atlético Huracán de la Primera División de Argentina.

## Clubes

### Como jugador
| Club                    | País      | Año         |
| ----------------------- | --------- | ----------- |
| Club Atlético Kimberley | Argentina | 1978-1979   |
| Ferro Carril Oeste      | Argentina | 1979-1986   |
| Millonarios Fútbol Club | Colombia  | 1986        |
| Deportivo Cali          | Colombia  | 1987-1988   |
| Club Atlético Huracán   | Argentina | 1989 - 1991 |
| Club Atlético Macachín  | Argentina | 1991        |

### Como Asistente Técnico
| Club                    | País      | Año       |
| ----------------------- | --------- | --------- |
| Huracán                 | Argentina | 1993-1995 |
| Lanús                   | Argentina | 1995-1997 |
| RCD Mallorca            | España    | 1997-1999 |
| Valencia Club de Fútbol | España    | 1999-2001 |
| Huesca                  | España    | 2018-2019 |

### Como Entrenador de Porteros
| Club            | País   | Año       |
| --------------- | ------ | --------- |
| Real Zaragoza   | España | 2007-2011 |
| Neuchâtel Xamax | Suiza  | 2011      |
| Real Zaragoza   | España | 2014-2018 |

## Palmarés

### Como jugador

#### Campeonatos nacionales
| Título                     | Club                    | País      | Año     |
| -------------------------- | ----------------------- | --------- | ------- |
| Liga Marplatense de Fútbol | Club Atlético Kimberley | Argentina | 1979    |
| Primera División           | Ferro Carril Oeste      | Argentina | 1982    |
| Primera División           | Ferro Carril Oeste      | Argentina | 1984    |
| Primera B Nacional         | Huracán                 | Argentina | 1989-90 |

### Como Asistente Técnico

#### Campeonatos nacionales
| Título              | Club     | País   | Año  |
| ------------------- | -------- | ------ | ---- |
| Supercopa de España | Mallorca | España | 1998 |
| Supercopa de España | Valencia | España | 1999 |

#### Copas internacionales
| Título        | Club  | Sede     | Año  |
| ------------- | ----- | -------- | ---- |
| Copa Conmebol | Lanús | Colombia | 1996 |